# Prasophyllum subbisectum
Prasophyllum subbisectum är en orkidéart som beskrevs av William Henry Nicholls. Prasophyllum subbisectum ingår i släktet Prasophyllum och familjen orkidéer.
Artens utbredningsområde är Victoria i Australien. Inga underarter finns listade i Catalogue of Life.